# Karl-Heinrich Schulze
Karl-Heinrich Schulze (* 22. März 1909 in Nobitz; † 2009) war ein deutscher Maschinenbauingenieur und Hochschullehrer.

## Leben und Werk
Nach dem Schulabschluss studierte er und promovierte an der Universität München 1953 zum Dr.-Ing. Von 1945 bis 1945 war Schulze Abteilungsleiter in Industriefirmen. 1936 trat er dem Verein Deutscher Ingenieure (VDI) bei. Nach erfolgter Habilitierung wurde er 1960 Privatdozent und Oberassistent am Institut für Landmaschinen an der Justus-Liebig-Universität Gießen. 1965 wurde er zum Professor für Landtechnik ernannt. Er war spezialisiert auf landwirtschaftliches Maschinenwesen.

## Schriften (Auswahl)
- Kinematographische Untersuchung über das Verhalten der Grashalme beim Schnitt mittels einer Schneide, die gegen eine feststehende Gegenschneide geführt wird. Ein Beitrag zur Klärung des Schneidvorganges beim Schnitt mit e. Messerklinge nach DINORM an e. gebräuchl. Mähmaschinenfinger. München 1953.
- Über den Schneidvorgang an Grashalmen. In: Grundlagen der Landtechnik 5 (1953), S. 98–116.
- Entkörnerung durch Schlagleistentrommel. In: Grundlagen der Landtechnik 6 (1956), S. 226–230.
- Kinematographische Untersuchung des Dreschvorganges in einer Schlagleistentrommel. In: Grundlagen der Landtechnik 7 (1956).
- Zum Leistungsbedarf von Stalldungstreuern. In: Grundlagen der Landtechnik 15 (1965) Nr. 1, S. 22–28.